# Stigmella circumargentea
Stigmella circumargentea là một loài bướm đêm thuộc họ Nepticulidae. Nó là loài duy nhất được tìm thấy ở Vân Nam.
Sải cánh dài khoảng 6.2 mm. Larvae have been được tìm thấy ở tháng 10, adults were reared in tháng 11.
Ấu trùng ăn Lithocarpus dealbatus và possibly Lithocarpus mairei. Chúng ăn lá nơi chúng làm tổ. 